# Mixcoatl
Mixcoatl ("zmija od oblaka") ili Kamašli, bog je lova povezan s Mliječnim putem i zvijezdama, u astečkoj mitologiji. Bio je zaštitnik nekih plemena.
Prikazivan je s crnom maskom, lukom i strijelama.
Njegovi su roditelji Tonakatekvli i Siuakoal (po drugom mitu majka mu je božica Icpapalol).
Imao je 400 sinova koje je ubio njihov polubrat Uicilopočli.